# Middleyard
Middleyard – osada w Anglii, w hrabstwie Gloucestershire. Leży 2,8 km od miasta Stroud, 15 km od miasta Gloucester i 152,2 km od Londynu. W 2015 miejscowość liczyła 578 mieszkańców.